# Hardebek
Hardebek est une commune allemande du Schleswig-Holstein, située dans l'arrondissement de Segeberg (Kreis Segeberg), à huit kilomètres au nord de la ville de Bad Bramstedt. Hardebek fait partie de l'Amt Bad Bramstedt-Land (« Bad Bramstedt-campagne ») qui regroupe 14 communes entourant Bad Bramstedt.